# جوسيف هارتفيغ
جوسيف هارتفيغ (بالألمانية: Josef Hartwig)‏ هو نحات ألماني، ولد في 19 مارس 1880 في ميونخ في ألمانيا، وتوفي في 13 مارس 1955 في فرانكفورت في ألمانيا.